# South Shore (South Dakota)
South Shore is een plaats (town) in de Amerikaanse staat South Dakota, en valt bestuurlijk gezien onder Codington County.

## Demografie
Bij de volkstelling in 2000 werd het aantal inwoners vastgesteld op 270.
In 2006 is het aantal inwoners door het United States Census Bureau geschat op 260, een daling van 10 (-3,7%).

## Geografie
Volgens het United States Census Bureau beslaat de plaats een oppervlakte van
3,6 km², geheel bestaande uit land. South Shore ligt op ongeveer 572 m boven zeeniveau.

## Plaatsen in de nabije omgeving
De onderstaande figuur toont nabijgelegen plaatsen in een straal van 24 km rond South Shore.